# Neuilly-le-Bisson
Neuilly-le-Bisson település Franciaországban, Orne megyében. Lakosainak száma 275 fő (2022. január 1.). Neuilly-le-Bisson Ménil-Erreux, Essay, Hauterive, Le Ménil-Broût és Les Ventes-de-Bourse községekkel határos.

## Népesség
A település népességének változása:
| Lakosok száma | 313  | 306  | 303  | 301  | 301  | 293  | 284  | 275  |
|               | 2013 | 2015 | 2017 | 2018 | 2019 | 2020 | 2021 | 2022 |